# Зимски куп Европе у бацачким дисциплинама 2014.
14. Зимски куп Европе у бацачким дисциплинама 2014. одржан је 15. и 16. марта на стадиону Dr. Magalhães Pessoa у Леирији у Португалији.

## Резултати

#### Сениори
| Дисциплина                  |                              | Резултат  |                            | Резултат |                                | Резултат |
| Бацање кугле детаљи Група А | Александар Лесној · Русија   | 21,23 СРС | Марко Фортес · Португалија | 21,01    | Георги Иванов · Бугарска       | 20,59    |
| Бацање кугле детаљиГрупа Б  | Данијеле Сечи · Италија      | 18,97     | Кристо Галета · Естонија   | 18,94    | Хусејин Атиџи · Турска         | 18,61    |
| Бацање диска Група А        | Виктор Бутјенко · Русија     | 64,38     | Ерик Каде · Холандија      | 63,56    | Кристоф Хартинг · Немачка      | 62,56    |
| Бацање диска Група Б        | Magomed Magomedow · Русија   | 60,89     | Philip Milanov · Белгија   | 60,84    | Lolassonn Djouhan · Француска  | 57,15    |
| Бацање кладива Група А      | Павел Фајдек · Пољска        | 78,75     | Кристијан Парш · Мађарска  | 77,96    | Денис Лукјанов · Русија        | 74,11    |
| Бацање кладива Група Б      | Андриј Мартињук · Украјина   | 71,83     | Simone Falloni · Италија   | 70,23    | Костантинос Стателакос · Кипар | 68,40    |
| Бацање копља Група А        | Зигисмунд Сирмајс · Летонија | 81,60     | Томас Релер · Немачка      | 81,17    | Ристо Метас · Естонија         | 80,58    |
| Бацање копља Група Б        | Igor Suchomlinow · Русија    | 76,04     | Павел Ракоци · Пољска      | 74,29    | Raul Rusu · Румунија           | 70,87    |

#### Млађи сениори У23
| Дисциплина     |                             | Резултат          |                                   | Резултат |                             | Резултат |
| Бацање кугле   | Frederic Dagee · Француска  | 19,05             | Месуд Пезер · Босна и Херцеговина | 18,68    | Мартин Новак · Чешка        | 18,68    |
| Бацање диска   | Данијел Фуртула · Црна Гора | 62,19             | Daniel Ståhl · Шведска            | 57,70    | Алексендар Кирија · Русија  | 57,52    |
| Бацање Кладива | Кентен Биго · Француска     | 74,42             | Јевгениј Коротовски · Русија      | 70,01    | Педро Хосе Мартин · Шпанија | 69,76    |
| Бацање копља   | Максим Богдан · Украјина    | 83,41 СРС, НР У23 | Јан Кубеш · Чешка                 | 76,15    | Jegor Jermoszin · Русија    | 74,71    |

### Жене

#### Сениорке
| Дисциплина                  |                                | Резултат |                            | Резултат |                              | Резултат |
| Бацање кугле Група А        | Јевгенија Колодко · Русија     | 18,66    | Алена Копец · Белорусија   | 18,58    | Јулија Леанцјук · Белорусија | 18,55    |
| Бацање диска детаљи Група А | Мелина Робер-Мишон · Француска | 64,20    | Ана Ри · Немачка           | 63,21    | Драгана Томашевић · Србија   | 59,26    |
| Бацање кладива Група А      | Јоана Фјодоров · Пољска        | 72,70    | Ева Орбан · Мађарска       | 72,49    | Катрин Клас · Немачка        | 70,99    |
| Бацање кладива Група Б      | Бјанка Перије · Румунија       | 67,19    | Берта Кастелис · Шпанија   | 66,13    | Фружина Фертиг · Мађарска    | 66,00    |
| Бацање копља Група A        | Линда Штал · Немачка           | 61,20    | Катарина Молитор · Немачка | 60,97    | Мартина Ратеј · Словенија    | 59,57    |

#### Млађе сениорке У23
| Дисциплина     |                         | Резултат |                             | Резултат |                                 | Резултат |
| Бацање кугле   | Емел Делери · Турска    | 17,33    | Шанис Крафт · Немачка       | 17,16    | Викторија Колб · Белорусија     | 16,81    |
| Бацање диска   | Шанис Крафт · Немачка   | 64,16    | Викторија Клочко · Украјина | 53,74    | Елчин Каја · Турска             | 51,41    |
| Бацање кладива | Малвина Копрон · Пољска | 69,30    | Алена Шамотина · Украјина   | 67,87    | Барбара Шпилер · Словенија      | 67,12    |
| Бацање копља   | Лина Ласма · Естонија   | 63,17    | Сара Колак · Хрватска       | 57,79    | Prescilla Lecurieux · Француска | 56,91    |

## Спољашљње везе
- Резултати Зимског купа Европе у бацачким дисциплинама 2014.